# Gálfalvi Zsolt
Gálfalvi Zsolt (Marosvásárhely, 1933. november 30. – Marosvásárhely, 2021. július 22.) romániai magyar irodalomkritikus, esszéista. Gálfalvi György bátyja.

## Életpályája
Középiskoláit szülővárosában végezte (1951). A Bolyai Tudományegyetemen magyar nyelv- és irodalomtanári diplomát szerzett (1955). Első írását a marosvásárhelyi Népújság közölte 1949-ben. 1951-től kezdve – egyetemi tanulmányainak végzésével párhuzamosan – az Utunk szerkesztőségében dolgozott, majd 1956-tól az Igaz Szó belső munkatársa, 1962-től főszerkesztőhelyettese. Egyidejűleg 1967–1969 között a marosvásárhelyi Állami Magyar Színház igazgatója. 1969-ben Bukarestbe költözik, ahol előbb az Előre, 1970–1971-ben A Hét főszerkesztő-helyettese; 1971–1975 között a Szocialista Művelődési és Nevelési Tanács nemzetiségi igazgatóságának vezetője, 1975-től A Hét főmunkatársa. Tagja a Magyar Nemzetiségű Dolgozók Tanácsa bürójának, s 1977-től az Írószövetség Vezető Tanácsának.
Válogatta és előszóval látta el Szentimrei Jenő Versek c. kötetét (1963); társszerzője az Irodalmi szöveggyűjtemény című XII. osztályos tankönyvnek (1968). Az Utunk, Igaz Szó, A Hét, Új Élet, Előre hasábjain közölt irodalmi és színházi kritikáin kívül román és német folyóiratokban is jelen van tanulmányokkal, esszékkel. A romániai magyar irodalomkritika képviseletében rendszeres tagja az országos színházi versenyek zsűrijének.
Első kötetébe (Írók, könyvek, viták. 1958) pályája első szakaszában született irodalomkritikai cikkeit és tanulmányait gyűjtötte össze: a korszak irodalmának legfontosabb kérdéseihez és műveihez fűzött megjegyzéseket, irodalompolitikai eszmefuttatásaiban a realizmus lehetőségei és az irodalom népi elkötelezettsége mellett szállt síkra. Az írás értelme című második kötetében (1977) két évtizedes kritikusi irodalomeszményeit igazolja Asztalos István, Balogh Edgár, Farkas Árpád, Kacsó Sándor, Kovács György, Majtényi Erik, Nagy István, Sütő András, Szász János, Szemlér Ferenc, Szilágyi István és más kortárs írók, költők újabb műveinek elemzése alapján. Gyakran idéz meg alkotókat a romániai magyar irodalom régibb nemzedékeiből, így Dsida Jenőt, Tompa Lászlót; mindenkor figyel a magyar–román irodalmi kapcsolatokra, kortárs román írók (D. R. Popescu, Marin Preda) kiemelkedő munkásságára. E kötetéből sem hiányoznak az irodalmi alkotás elvi kérdéseit fejtegető írások; tanulmányaiban mindig jelen van az irodalom és a nemzetiségi sors elválaszthatatlan kapcsolata (Az önismeret elkötelezettsége).
Irodalmi témájú közírói, kritikusi tevékenysége nemegyszer alakítóan szólt bele a romániai magyar irodalmi közhangulatba: 1956 nyarán az Utunkban közölt interjújában élesen állást foglalt a dogmatikus beszűkülés ellen, Illyés Gyula Kézfogások című kötetéről írt recenziója 1957 januárjában elfogultságok ködét oszlatta.
Élénk visszhangot vált ki 1981-ben indult "élő irodalmi folyóirat"-a, a bukaresti televízió magyar műsorában ismétlődő Sokszemközt; ez mint kortárs romániai magyar írókról készített portrésorozat hűséges tükre a romániai magyar írásbeliségnek, közgondolkodásnak. Egyik bírálójának megállapítása szerint az irodalomkritikus demokratikus nyíltsággal enged teret beszélgető partnereinek, ugyanakkor saját esztétikai-irodalmi nézeteit is hangsúlyozottan kifejtve. Így váltak tévéinterjúi vitafelek, pályatársak vagy barátok kötetlen eszmecseréjévé, soha nem magánügyekről. Színházi jegyzeteit Prospero szigetén címen adta közre (Kriterion, Bukarest, 1988).

## Művei
- Írók, könyvek, viták. Irodalomkritikai cikkek és tanulmányok; Állami Irodalmi és Művészeti Kiadó, Marosvásárhely, 1958
- Az írás értelme. Esszék, tanulmányok, kritikák; Kriterion, Bukarest, 1977
- Prospero szigetén. Színházi jegyzetek; Kriterion, Bukarest, 1988
- Nemzetiség – felelősség. Írások Gáll Ernő emlékére; szerk. Földes György, Gálfalvi Zsolt; Napvilág, Bp., 2005

## További irodalom
- Beke György: Gálfalvi Zsolt. Interjú a Tolmács nélkül c. kötetben. 1972. 541–53.
- Beke György: Sokszemközt. Utunk 1982/8.
- Rácz Győző: A kritikus esztétikája és etikája. Korunk 1978/3.
- Kovács János: A kimondás szellemi öröme. A Hét 1978/48; újraközölve Kétség és bizonyosság. 1981. 401–407.